# Sydvästturkiska språk
Sydväst-turkspråk eller oghuziska språk är en undergrupp av turkspråken dit bland andra turkiskan, gagauziska, azeriska och turkmeniska hör.